# スピロピラン
スピロピラン (Spiropyran) は、有機化合物の一種で、フォトクロミック特性で知られており、医療および技術分野での使用が可能である。スピロピランは20世紀初頭に発見された。
しかし、フィッシャーとHirshberginがフォトクロミック特性とその可逆性を観察したのは1920年代半ばであった。1952年、フィッシャーと共同研究者は、スピロピランのフォトクロミズムを初めて発表した。それ以来、現在まで続いているフォトクロミック化合物に関する多くの研究がある。

## 合成
スピロピランの製造には2つの方法がある。第1の方法は、メチレン塩基とo-ヒドロキシ芳香族アルデヒドとの縮合（またはメチレン塩基の前駆体の縮合）による。スピロピランは一般に、アルデヒドおよびそれぞれのベンザゾリウム塩をピリジンまたはピペリジンの存在下で沸騰させることによって得られる。スピロピランの合成の一般式をFig.1に示す。

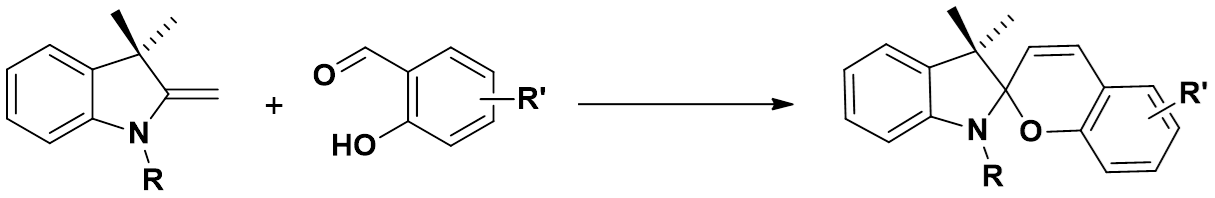
Figure 1: Formation of spiropyran from their fundamental building blocks

2番目の方法は、o-ヒドロキシ芳香族アルデヒドを、活性メチレン基を含む複素環式カチオンの塩と縮合させ、中間体スチリル塩を単離することである。この2番目の手順の後に、得られたスチリル塩（例えば過塩素酸など）から有機塩基（気体状アンモニアまたはアミン）を使用して酸を除去する。

## 構造
スピロピランは2H-ピラン異性体であり、スピロ化合物のピラン分子の2位の炭素原子に結合した2番目の環系が2位の水素原子にスピロ結合で置き換わっている。したがって、ピラン環と置換環の両方の環に共通の炭素原子がある。置換された2番目の環は通常複素環だが、例外もある。
スピロピランが極性溶媒の溶液である場合、または加熱（サーモクロミズム）または放射（フォトクロミズム）を受けると、構造が変化してメロシアニン型に変換され着色する。  
スピロピランとメロシアニン型の構造上の違いは、前者の形式ではリングが閉じた形式であるのに対し、後者の形式ではリングが開いている。フォトクロミズムは、C-spiro-O結合の光励起による電子環状反応開裂によるものである。 

## フォトクロミズム
フォトクロミズムは、入射光線によって物質の色が変化する現象である。言い換えれば、フォトクロミズムは、光によって引き起こされる化学物質の色の変化である。スピロピランは、最近注目を集めているフォトクロマティック分子の1つである。これらの分子は、炭素原子によって結合された直交平面内の2つの複素環式官能基で構成されている。スピロピランは、フォトクロミズムの最も古いファミリーの1つである。固体としては、スピロピランはフォトクロミズムを示さない。溶液中および乾燥状態では、約250nmから380nmの間の光が、C-O結合を破壊することにより、スピロピランを有色のメロシアニン型に変換することができる。反応の基質である無色の分子（N）の構造は、それが溶けている溶媒に応じて生成物よりも熱力学的に安定している。たとえば、N-メチル-2-ピロリドンでは、平衡がメロシアニン型側にさらに切り替わる可能性がある（solvatchromic effects)。スピロピランの光異性体 (訳者注:光学異性体ではない) は、ポリメチン鎖の中心に関して対称ではないが、シアニンと同様の構造を持ち、メロシアニンに分類される（Figure 2）。 

Figure 2: Spiropyran (1) to merocyanine (2)

照射が停止すると、溶液中のメロシアニンは変色し始め、元の形であるスピロピラン（N）に戻る。
変化の経過：
- 溶液中のスピロピランに波長250 - 380 nmのUV光を照射すると、C-O結合が切断される。
- その結果、最初の分子の構造が変化し、結果としてメロシアニン（MC）が生成される。 UV照射後の見かけの共役系のため、MC型の吸光係数は閉じたスピロピラン型の吸光係数よりも大幅に高くなる。
- 最初の溶液とは異なり、フォトクロミズム反応の生成物は無色ではない。
- 芳香族系の置換基に応じて、誘導体のスイッチング挙動は、それらのスイッチング速度と光疲労耐性が変化する可能性がある。